# مالی شنون
مالی شنون (انگلیسی: Molly Shannon؛ زادهٔ ۱۶ سپتامبر ۱۹۶۴) هنرپیشه اهل ایالات متحده آمریکا است.
از فیلم‌هایی که وی در آن نقش داشته‌است، می‌توان به هتل ترانسیلوانیا، شبی در راکسبری، مرد کوچک، معلم بد و شبح اپرا، هال ظاهربین، سلول قهرمان، مرد چمن‌زن ۲، دیگر مردم ، هرگز بوسیده نشده، تابستان داغ و مرطوب آمریکایی، خط صورتی نازک، آنچه بالا می‌رود، بابا نوئل ۲، دختر رئیس من، لری گی، نیمه جادو، دختر اسبی و چگونه گرینچ کریسمس را دزدید اشاره کرد.